# Heure en Malaisie
 (décembre 2022).
La mise en forme du texte ne suit pas les recommandations de Wikipédia : il faut le « wikifier ».
Les points d'amélioration suivants sont les cas les plus fréquents. Le détail des points à revoir est peut-être précisé sur la page de discussion.
- Les titres sont pré-formatés par le logiciel. Ils ne sont ni en capitales, ni en gras.
- Le texte ne doit pas être écrit en capitales (les noms de famille non plus), ni en gras, ni en italique, ni en « petit »…
- Le gras n'est utilisé que pour surligner le titre de l'article dans l'introduction, une seule fois.
- L'italique est rarement utilisé : mots en langue étrangère, titres d'œuvres, noms de bateaux, etc.
- Les citations ne sont pas en italique mais en corps de texte normal. Elles sont entourées par des guillemets français : « et ».
- Les listes à puces sont à éviter, des paragraphes rédigés étant largement préférés. Les tableaux sont à réserver à la présentation de données structurées (résultats, etc.).
- Les appels de note de bas de page (petits chiffres en exposant, introduits par l'outil «  Source ») sont à placer entre la fin de phrase et le point final[comme ça].
- Les liens internes (vers d'autres articles de Wikipédia) sont à choisir avec parcimonie. Créez des liens vers des articles approfondissant le sujet. Les termes génériques sans rapport avec le sujet sont à éviter, ainsi que les répétitions de liens vers un même terme.
- Les liens externes sont à placer uniquement dans une section « Liens externes », à la fin de l'article. Ces liens sont à choisir avec parcimonie suivant les règles définies. Si un lien sert de source à l'article, son insertion dans le texte est à faire par les notes de bas de page.
- La présentation des références doit suivre les conventions bibliographiques. Il est recommandé d'utiliser les modèles {{Ouvrage}}, {{Chapitre}}, {{Article}}, {{Lien web}} et/ou {{Bibliographie}}. Le mode d'édition visuel peut mettre en forme automatiquement les références.
- Insérer une infobox (cadre d'informations à droite) n'est pas obligatoire pour parachever la mise en page.

Pour une aide détaillée, merci de consulter Aide:Wikification.
Si vous pensez que ces points ont été résolus, vous pouvez retirer ce bandeau et améliorer la mise en forme d'un autre article.
L'Heure normale de Malaisie (MST; malais : Waktu Piawai Malaysia, WPM) ou Heure en Malaisie (MYT) est l'heure d'hiver utilisée en Malaisie. Il a 8 heures d'avance sur le Coordinated Universal Time (UTC). L'heure moyenne locale à Kuala Lumpur était à l'origine GMT+06:46:46. La Malaisie péninsulaire a utilisé cette heure moyenne locale jusqu'au 1er janvier 1901, date à laquelle elle est passée à l'heure moyenne de Singapour GMT+06:55:25. Entre la fin de la Seconde Guerre mondiale et la formation de la Malaisie le 16 septembre 1963, elle était connue sous le nom de British Malayan Standard Time, soit GMT+07:30. À 23 h 30, heure locale du 31 décembre 1981, les habitants de la Malaisie péninsulaire ont avancé leurs horloges et leurs montres de 30 minutes pour devenir 00 h 00 heure locale du 1er janvier 1982, afin de correspondre à l'heure en vigueur en Malaisie orientale, qui est UTC+08:00. SGT (Singapour) a suivi et utilise le même jusqu'à présent.

## Histoire

### Heure en Malaisie péninsulaire
| Période d'utilisation                | Décalage horaire de GMT | Nom de l'heure (non officiel)                 |
| ------------------------------------ | ----------------------- | --------------------------------------------- |
| Avant le 1er janvier 1901            | GMT+06:46:46            | Temps moyen britannique malais                |
| 1er janvier 1901 - 31 mai 1905       | GMT+06:55:25            | Heure moyenne de Singapour                    |
| 1er juin 1905 - 31 décembre 1932     | GMT+07:00               | Heure de fuseau standard                      |
| 1er janvier 1933 - 31 août 1941      | GMT+07:20               | Heure d'été de Malaya/Heure normale de Malaya |
| 1er septembre 1941 - 15 février 1942 | GMT+07:30               | Heure normale de Malaisie                     |
| 16 février 1942 - 11 septembre 1945  | GMT+09:00               | Heure normale de Tokyo                        |
| 12 septembre 1945 - 31 décembre 1981 | GMT+07:30               | Heure normale de Malaisie                     |
| 1er janvier 1982 - présent           | UTC+08:00               | Heure normale de Malaisie                     |

### Heure en Malaisie orientale
| Période d'utilisation                | Décalage horaire par rapport à GMT | Nom de l'heure (non officiel)                                     |
| ------------------------------------ | ---------------------------------- | ----------------------------------------------------------------- |
| Avant le 1er mars 1926               | GMT+07:21:20                       | Temps moyen de Kuching                                            |
| 1er mars 1926 - 31 décembre 1932     | GMT+07:30                          | Heure normale de Bornéo du Nord & Heure normale de Sarawak        |
| 1er janvier 1933 - 15 février 1942   | GMT+08:00                          | Heure normale de Bornéo du Nord & Sarawak                         |
| 16 février 1942 - 11 septembre 1945  | GMT+09:00                          | Heure normale de Tokyo                                            |
| 12 septembre 1945 - 31 décembre 1981 | GMT+08:00                          | Heure normale de Bornéo du Nord/Sabah et Heure normale de Sarawak |
| 1er janvier 1982 - présent           | UTC+08:00                          | Heure normale de Malaisie                                         |

- Avant le 1er janvier 1901 - les emplacements en Malaisie britannique avec un observatoire astronomique adoptaient l'heure moyenne locale basée sur la position géographique de l'observatoire. Penang, Malacca et Singapour avaient tous leurs propres observatoires ; par conséquent, les trois Établissements des détroits avaient leur heure moyenne locale respective, avec des minutes de différence entre les trois emplacements.
- 1901 - Le 1er janvier 1901, l'heure moyenne locale de Singapour (heure moyenne de Singapour) a été adoptée par les établissements des détroits et les États malais fédérés comme heure standard. Cela a été introduit parce que les services ferroviaires, postaux et télégraphiques devenaient de plus en plus courants et qu'une heure standard unique réduirait les problèmes d'horaire. Singapour a été choisie parce qu'elle était alors le centre administratif des Établissements des détroits et des États malais fédérés.
- 1905 - Le 1er juin 1905, l'heure moyenne du 105e méridien a été adoptée par les établissements des détroits et les États malais fédérés comme nouvelle heure standard. Cette décision a été prise en février 1904. L'heure moyenne du 105e méridien est GMT+07:00 (l'heure moyenne locale au-dessus de Observatoire royal de Greenwich près de Londres). Ce temps standard est entré en vigueur lorsque le time ball sur Fort Canning, Singapour a été achevé et est devenu opérationnel le même jour.
- 1920 - En 1920, un projet de loi a été présenté dans les établissements des détroits Conseil législatif pour adopter l'heure d'été tout comme le Royaume-Uni. L'heure proposée était de 30 min en avance sur l'heure moyenne du 105e méridien est, c'est-à-dire GMT+07:30. La raison de cette proposition était de permettre plus de temps libre aux ouvriers après le travail. Ce projet de loi a été abandonné après la première lecture.
- 1932 – 12 ans après l'introduction en 1920 du projet de loi sur l'heure avancée, le même projet de loi est réintroduit au Conseil législatif. L'une des raisons initiales de l'abandon du projet de loi de 1920 était l'argument selon lequel 30 minutes, c'était trop de changement. Par conséquent, en 1932, le décalage proposé a été réduit de 10 minutes, jusqu'à 20 minutes d'avance sur l'heure moyenne du 105e méridien. Il s'agissait d'un compromis, perçu comme plus acceptable par les membres trop prudents du Conseil législatif. Après 2 séances de débat, ce projet de loi a été adopté et est devenu l'ordonnance n° 21 de 1932. Le titre abrégé était l'ordonnance sur l'heure d'été, 1932. Celle-ci devait entrer en vigueur le premier jour de janvier 1933 et devait être en vigueur pendant la année 1933.
- 1933 - 1er janvier 1933, l'ordonnance sur l'heure d'été entre en vigueur le jour de l'an. Cette ordonnance telle qu'adoptée n'était en vigueur que pour l'année 1933. L'heure d'été était 20 minutes plus rapide que l'heure standard, c'est-à-dire GMT + 07:20.
- 1934-1935 - Pour les années 1934 et 1935, l'heure d'été Ordonnance de 1932 a été prolongée pendant les deux années par gazette notification.
- 1935 - En 1935, l'ordonnance sur l'heure d'été de 1932 a été modifiée par l'ordonnance n ° 5 de 1935 - L'ordonnance sur l'heure d'été (amendement), 1935. La limite d'année  1933  a été supprimée, transformant l'ordonnance en effet permanent sans qu'il soit nécessaire pour le Gouverneur de déclarer des prolongations. L'heure GMT+07:20 est devenue l'heure normale permanente avec cet amendement. Le service des levés depuis 1935 par le rapport annuel a conseillé aux lecteurs d'ajuster leurs horloges de manière appropriée de 20 minutes pour l'année 1936.
- 1936 - L'ordonnance sur l'heure d'été est devenue le chapitre 170 de l'édition de 1936 des «lois des établissements des détroits».
- 1941 - En 1941, l'ordonnance sur l'heure d'été est à nouveau modifiée par l'ordonnance 33 de 1941. L'heure d'été sera désormais 30 min en avance sur l'heure moyenne du 105e méridien (10 min de plus que l'heure d'été d'origine), c'est-à-dire GMT + 07h30. Cela est entré en vigueur le 1er septembre 1941. C'était l'heure d'été originale proposée en 1920 et a rencontré alors beaucoup d'opposition.
- 1942 – Après la Campagne de Malaisie, le 16 février 1942, l'empire du Japon occupe officiellement la Malaisie britannique. L'heure malaise britannique a avancé de 1 heure 30 minutes pour se conformer à l'heure standard de Tokyo, qui est GMT + 09:00.
- 1945 - 12 septembre 1945, les Japonais se rendent officiellement à Singapour. L'heure malaise britannique est revenue à la norme "pré-invasion" : GMT + 07:30. Les dates exactes du changement vers et depuis l'heure normale de Tokyo n'ont pas encore été déterminées. Les dates indiquées ici sont basées sur des spéculations éclairées.

## Normalisation de l'heure en Malaisie
Le Premier ministre de Malaisie Mahathir Mohamad a déclaré que les habitants de la péninsule malaisienne avanceraient leurs horloges de 30 minutes pour correspondre à l'heure en vigueur en Malaisie orientale (UTC+08:00) le 31 décembre 1981.

## Chronométreur
Le 1er janvier 1990, le Cabinet de Malaisie a nommé le Laboratoire national de métrologie (Sirim) chronométreur officiel de la Malaisie. Il propage le temps universel coordonné plus 8 heures. Cette échelle de temps est dérivée de cinq horloge atomique maintenues par Sirim et se situe toujours à moins de 0,9 seconde de l'heure légale.

## Base de données des fuseaux horaires IANA
La tz database contient deux fuseaux pour la Malaisie dans le fichier zone.tab:
| Asie / Kuala Lumpur | Asie / Kuala Lumpur |  |  |
| Asie / Kuching      | Asie / Kuching      |  |  |